# Berta od Sulzbacha
Berta od Sulzbacha (njemački Bertha von Sulzbach; † 29. kolovoza 1159.) bila je bizantska carica njemačkog podrijetla. Njezini su roditelji bili grof Berengar II. od Sulzbacha († 1125.) i njegova druga supruga, Adelajda od Wolfratshausena. Bertin muž bio je car Manuel I. Komnen te je ona udajom postala carica Irena.
Berta je smatrana čednom i pobožnom te je mužu rodila dvije kćeri. Kozma II. Carigradski navodno je prokleo Bertu 1147., kako ne bi rodila sina. Berta je umrla u Carigradu te je njezin suprug oplakivao njenu smrt.

## Bertina djeca
- Marija Komnena, kći Manuela I. Komnena
- Ana (1154. – 1158.)